# Hegarmanah (Sukaluyu)
Hegarmanah is een bestuurslaag in het regentschap Cianjur van de provincie West-Java, Indonesië. Hegarmanah telt 7137 inwoners (volkstelling 2010).